# Tiempo de juego
Tiempo de juego és un programa radiofònic esportiu de la Cadena COPE dirigit per Paco González i presentat i animat per Pepe Domingo Castaño i Gemma Santos. A més, les emissions per cope.es les dirigeix i presenta Heri Frade. Segons les dades de la primera onada d'EGM va ser el segon programa de la ràdio esportiva a Espanya, després de Carrusel Deportivo, amb una mitjana d'1.465.000 oïdors.

## Història
Va ser creat per Ramón Barba fixant-se en el Tablero i Carrusel Deportivo de RNE i Cadena SER, respectivament, i va pensar el primer programa radiador de retransmissions esportives en directe per a la xarxa d'emissores de Ràdio Popular. Té més de 45 anys d'existència durant els quals ha tingut com a directors José Joaquín Brotons, Pedro Pablo Parrado, Agustín Castellote, José María García, Eduardo García i José Antonio Abellán abans de Paco González. Va tenir molts anys com a animador Joaquín Prat, quan va marxar de la SER; Rafael Sánchez en l'època de José Antonio Abellán i l'actual Pepe Domingo Castaño.
L'any 2011 era el segon programa en audiència els caps de setmana. Tracta l'esport sota el prisma del humor, integrant la publicitat en aquest, incentivant i creant tascons de ràdio en les quals participen els oïdors i el propi equip tècnic amb sons i cants entre d'altres. En 2017 es converteix per primera vegada en líder de la ràdio esportiva espanyola, tant en dissabte com en diumenge, per davant del seu principal competidor, Carrusel Deportivo (Cadena SER).

## Equip
- Director: Paco González.
- Publicitat i animació: Pepe Domingo Castaño, Gemma Santos i Jorge Armenteros.
- Producció: Jorge Hevia, Rubén Parra, Germán Mansilla,
- Realització: José Antonio Hernández, Antonio Bravo, Javier Rodríguez, Víctor Catalina
- Coordinació: Pedro Martín, Fernando Evangelio, Antonio Pérez del Castillo, Guillermo Valadés, Andrea Peláez, Ana García, Luis Millán.
- Futbol Internacional: Julio Maldini y Fernando Evangelio
- Futbol Femení: Andrea Peláez
- Comentaristes-col·laboradors: Julio Maldini, Siro López, José Joaquín Brotons, José Miguel Prieto, David Albelda, Miguel Ángel Paniagua, Tomás Guasch, Poli Rincón, Manolo Sanchis, Pichi Alonso, Luis Ángel Duque, Dani Ruiz-Bazán, Fernando Morientes, Paco Liaño, Juan Sabas, Javi Casquero, Andoni Cedrún, Marcos López, César Sánchez, Luis Malvar, Roberto Merhi, Máximo Cortés, Óscar Pereiro, Luis Pasamontes, Joaquín Verdegay, Roldán Rodríguez, José Antonio Martín Petón, Carlos Barazal, Guillermo Uzquiano, Elías Israel, Josep Maria Minguella, Dani Senabre, Fernando Evangelio, Roberto Palomar, Jesús Alañá Martín Rodrigo Contreras, Elias Israel i Borja González
- Comentaris arbitrals: José Francisco Pérez Sánchez (mort el 23 de setembre de 2016), des del 19 de novembre de 2016 el succeí César Muñiz Fernández i posteriorment Pedro Martín.
- Narradors principals: Manolo Lama, Rubén Martín, Manolo Oliveros, Heri Frade, José Manuel Oliva, Germán Dobarro, Juan Carlos Xuancar González, Rafa Villarejo, José Manuel Segarra, Santi Duque, Álvaro Rubio,Carlos Saez, Carlos Miquel, José Luis GIl, Albert Diez i Marco Antonio Sande